# Royal 17

Royal 17 est un manga en trois tomes qui est sorti en 2005 au Japon chez Akiko et fin 2006 en France. Il a été créé par la mangaka Kayono.

## L'histoire
Lumina est issue d'une famille très riche et ses parents lui laissent très peu de libertés. Ils lui imposent des activités pendant toutes ses journées, puis lui choisissent un fiancé sans son accord. Enfin, ils prennent la décision d'engager un garde du corps. Cependant, le résultat n'est pas celui qu'ils attendaient. Le jeune homme en question, Allen, se révèle être beau, intelligent et surtout très entreprenant… Lumina tombe très vite sous le charme...